# Steve Hunter

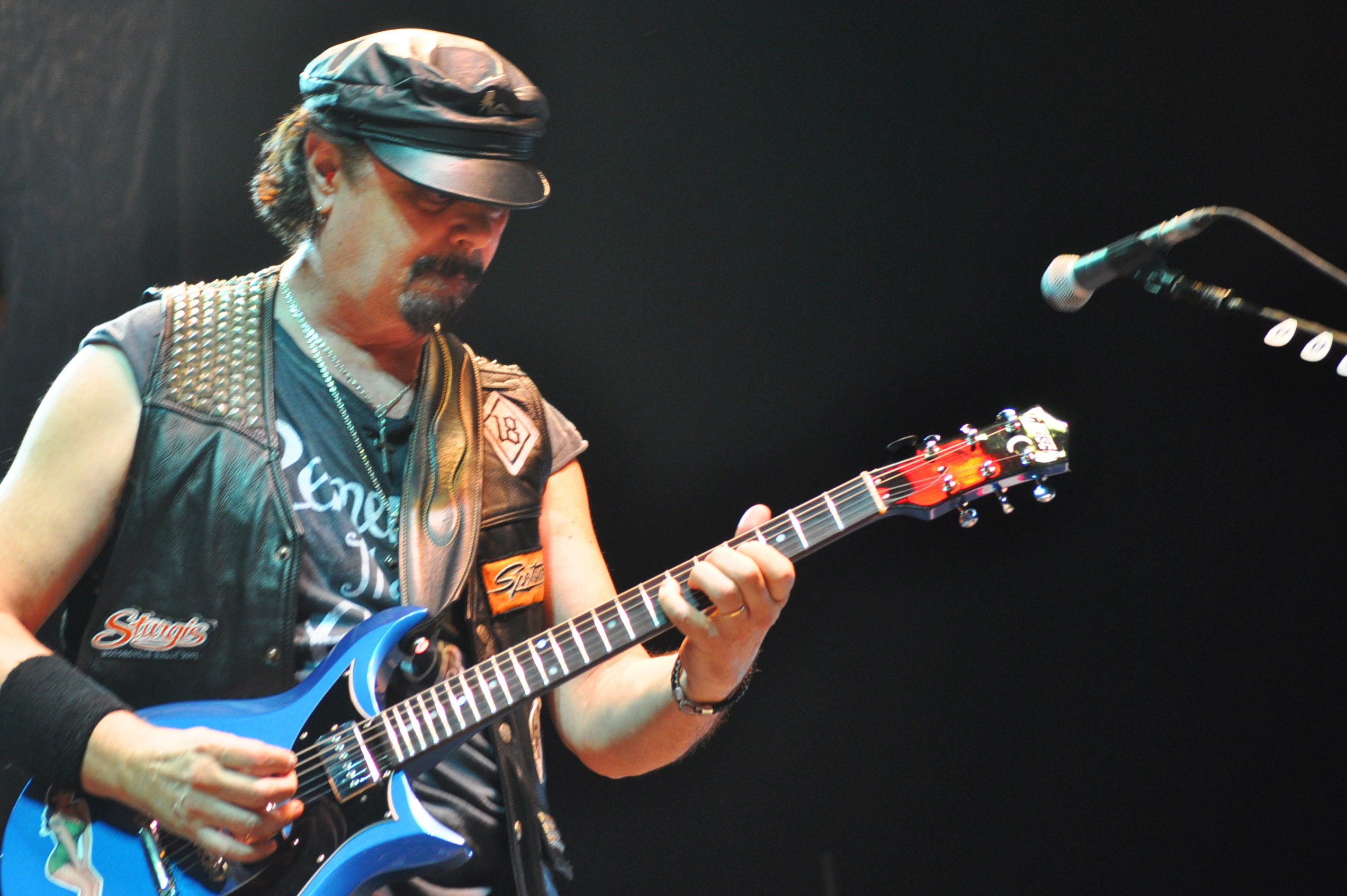
Steve Hunter à Rennes en 2011, avec Alice Cooper.

Steve Hunter (14 juin 1948 à Decatur, Illinois) est un guitariste américain, surtout connu pour ses collaborations avec Lou Reed, Alice Cooper  et Peter Gabriel.

## Biographie
Né en 1948 à Decatur dans l'Illinois, il apprend la guitare à l'âge de huit ans. Sa première influence est le guitariste Chet Atkins. C'est en jouant du blues, durant la guerre du Viêt Nam, devant des soldats noirs américains, qu'il prend la décision de faire véritablement de la musique son métier.
En 1971, il rejoint le groupe Mitch Ryder and the Detroit Wheels grâce auquel il rencontre le producteur canadien Bob Ezrin. Ce sera le début d'une longue et amicale collaboration avec ce dernier qui l'invite en 1973 à participer à l'enregistrement, au côté du guitariste Dick Wagner, de l'album Berlin de Lou Reed. Steve Hunter joue, avec son compère Dick Wagner, dans la tournée mondiale qui suivra et qui donnera lieu à la sortie des albums Rock 'n' Roll Animal et Lou Reed Live devenus des classiques du rock. Hunter signe l'introduction de la chanson Sweet Jane. Lors des concerts, le jeu complémentaire, inventif et incisif des deux guitaristes ne laisse pas le public indifférent.
Ensuite, présent déjà sur l'album Billion Dollar Babies du groupe Alice Cooper, Steve Hunter collabore à l'appel de Bob Ezrin aux quatre premiers albums solo du chanteur Alice Cooper ainsi qu'au premier album solo Car de Peter Gabriel produits par le canadien. 
Il joue dans le groupe et a composé pour la BOF de The Rose, et est membre des The Flying Padovani's[réf. nécessaire].
En 1989 il joue avec Little Bob sur un CD et toute une tournée:
http://www.littlebob.fr/littlebob_pagesHTML/littlebob_discoHTML/Disco_RendezVous.html
Il a aussi joué avec David Lee Roth et Tracy Chapman.
En 2007, Steve Hunter se joint à la tournée Berlin effectuée par Lou Reed (trois concerts : Paris, Lyon et à Arles).
En 2011, il remonte sur scène avec Alice Cooper pour sa tournée No More Mr Nice Guy Tour.

## Discographie
Solo
- 1977 - Swept Away (Atco)
- 1989 - The Deacon (IRS)
- 2008 - Hymns for Guitar (Deacon Records)
- 2008 - Short Stories
- 2013 - The Manhattan Blues Project  (Deacon Records)
- 2014 - Tone Poems Live  (Singular Recordings/Gokuhi)
- 2017 - Before the Lights Go Out

Collaborations
- 1971 - Detroit (Mitch Ryder)
- 1973 - Berlin (Lou Reed)
- 1973 - Billion Dollar Babies (Alice Cooper)
- 1974 -	Alice Cooper's Greatest Hits (Alice Cooper)
- 1974 -	Rock 'n' Roll Animal (Lou Reed)
- 1974 -	Out of the Storm (Jack Bruce)
- 1974 -	Get Your Wings (Aerosmith)
- 1975 - Ain't It Good to Have It All (Jim & Ginger)
- 1975 -	Hollywood Be Thy Name 	(Dr. John)
- 1975 - Lou Reed Live 	(Lou Reed)
- 1975 - Welcome to My Nightmare (Alice Cooper)
- 1976 - Alice Cooper Goes to Hell 	(Alice Cooper)
- 1976 - Glass Heart (Allan Rich)
- 1977 - Peter Gabriel (Peter Gabriel)
- 1977 -	Lace and Whiskey (Alice Cooper)
- 1977 - The Alice Cooper Show (Alice Cooper)
- 1977 - The Band Milwaukee Made Famous (Bad Boy)
- 1978 - Night Flight (Yvonne Elliman)
- 1980 - The Rose (soundtrack) (Bette Midler)
- 1980 - Don't Look Back (Natalie Cole)
- 1989 - H Factor (Avec Pete Haycock & Derek Holt)
- 1989 - Night Of The Guitar Live
- 1990 - Alive or nothing (Little Bob)
- 1991 - A Little Ain't Enough (David Lee Roth)
- 1991 - Help Yourself (Julian Lennon)
- 1992 - The Best of Flo & Eddie (Flo & Eddie)
- 1993 - Fit For A King (Tribute to Albert King)
- 1993 - Hats Off To Stevie Ray (L.A. Blues Authority Vol III) (Lenny)
- 1993 - Dodgin' The Dirt (Leslie West)
- 1994 - Your Filthy Little Mouth (David Lee Roth)
- 1996 - Perspective (Jason Becker)
- 2000 - Telling Stories (Tracy Chapman)
- 2002 - Let It Rain (Tracy Chapman)
- 2007 - À croire que c'était pour la vie (Henry Padovani)
- 2008 - Berlin: Live at St. Ann's Warehouse (Lou Reed)
- 2008 - Collection (Jason Becker)
- 2009 - Lollapalooza Live (Lou Reed)
- 2010 - Empty Spaces (Karen Ann Hunter) (Producteur)
- 2011 - Welcome 2 My Nightmare (Alice Cooper)
- 2011 - Ghost on the Canvas (Glen Campbell)
- 2012 - No More Mr Nice Guy: Live (Alice Cooper)
- 2013 - In2ition (2Cellos) (Sur la pièce bonus 'Every Breath You Take')
- 2015 - Tommy! Tommy!! Tommy!!! (Tommy Henriksen)